# Dvärgmyrslok
Dvärgmyrslok (Cyclopes didactylus), ibland omnämnd som silkesmyrslok,[källa behövs] är en myrslok från Central- och Sydamerika som förekommer från sydligaste Mexiko söderut ner till Brasilien och möjligen Paraguay. Det är den enda arten i släktet Cyclopes. Ibland räknas denna art och detta släkte till en egen familj Cyclopedidae.

## Utseende
Dvärgmyrsloken är den minsta av myrslokarna med en kroppslängd (inklusive svans) på 320–520 millimeter och en kroppsvikt som vanligen understiger 400 gram. Den har en tät och mjuk gyllenbrun till silvergrå päls, kort rörformig nos med rosa spets, gripsvans och två kraftigt förstorade klor på varje framtass. Svansen är 160–300 millimeter lång. Vid bakfötterna förekommer fyra tår med små klor.

## Ekologi
Dvärgmyrsloken är ett nattaktivt och trädlevande djur som lever i regnskogar på låglandet där det finns ett sammanhängande trädtäcke så att den kan förflytta sig från träd till träd utan att behöva klättra ner på marken. Vid behov har den förmåga att gå på grunden genom att pressa framtassarnas sidor på marken så att klorna riktas inåt. Arten kan förekomma i relativt tät population, med 0,77 individer per hektar i vissa områden. Honorna lever vanligen inom ett mindre revir än hanarna.
Arten gömmer sig på dagen i bladverket av trädens kronor eller bakom klätterväxter. Den byter träd varje dag. Den öppnade frukten av trädet kapok (Ceiba pentandra) innehåller många silkesliknande hår och den liknar en dvärgmyrslok i utseende. Djurets päls är därför ett kamouflage när individen vistas nära frukten.
Dvärgmyrsloken är ett djur som rör sig långsamt och som huvudsakligen livnär sig på myror, runt 100–8 000 stycken om dagen. Ibland äter den även andra insekter, som termiter och små nyckelpigor. Den kan ge sig på mindre termitbon men större bon har för många termitsoldater så dessa överlåter den till tamanduan. Vid studier av avföring från dvärgmyrsloken har stora mängder av rester av exoskelett från insekter återfunnits, vilket tyder på att silkesmyrsloken saknar de enzymer som krävs för att smälta kitin.
Dvärgmyrsloken lever ensam när honan inte är brunstig och föder en enda unge per kull. Ungen placeras vanligen i ett bo byggt av döda löv i trädhål. Dräktigheten varar 120 till 150 dagar.
Dvärgmyrsloken försvarar sig mot hot genom att ställa sig upp på bakbenen och placera framtassarna nära ansiktet så att den kan använda sina vassa klor mot angriparen. Artens naturliga fiender är harpyja och ugglor, som glasögonuggla.